# Miami Matadors
Miami Matadors var ett amerikanskt professionellt ishockeylag som spelade i den amerikanska ishockeyligan East Coast Hockey League (ECHL) mellan 1998 och 1999. Laget hade sitt ursprung från Louisiana Riverfrogs som spelade i ECHL mellan 1995 och 1998. 1999 lades Matadors ner men deras rättigheter köptes två år senare och laget flyttades till Cincinnati i Ohio, för att vara andra upplagan av Cincinnati Cyclones. De spelade sina hemmamatcher i inomhusarenan Miami Arena, som hade en publikkapacitet på uppemot 16 640 åskådare, i Miami i Florida. Laget hade samarbete med Florida Panthers i NHL och Beast of New Haven i AHL. De vann ingen  Kelly Cup, som är trofén till det lag som vinner ECHL:s slutspel.
Spelare som spelade för dem var bland andra Reijo Ruotsalainen och Lance Ward.